# Pentameter
Een pentameter of vijfvoeter is een versregel die bestaat uit vijf versvoeten. De versvoet kan een jambe zijn bij een jambische pentameter, of een dactylus bij een dactylische pentameter.

## Voorbeeld
- jambische pentameter:   Het was vandaag een hele lange dag
- dactylische pentameter: Achterlijk vroeg moest de bakker vandaag uit de veren

(In het tweede voorbeeld is de laatste versvoet overigens een trochee (trocheus) -∪ , wat niet ongebruikelijk is bij pentameters)

## Klankbeeld jambische pentameter
- tadá tadá tadá tadá tadá

(waarbij het accent telkens op de tweede lettergreep valt)

## Klankbeeld dactylische pentameter
- tátata tátata tátata tátata táta

(waarbij het accent telkens op de eerste lettergreep valt)